# Clérey-sur-Brenon
Clérey-sur-Brenon – miejscowość i gmina we Francji, w regionie Grand Est, w departamencie Meurthe i Mozela.
Według danych na rok 1990 gminę zamieszkiwało 49 osób, a gęstość zaludnienia wynosiła 11 osób/km² (wśród 2335 gmin Lotaryngii Clérey-sur-Brenon plasuje się na 996. miejscu pod względem liczby ludności, natomiast pod względem powierzchni na miejscu 1059.).